# المشرف (كشر)

تعديل مصدري - تعديل

المشرف هي إحدى قرى عزلة بني داوود بمديرية كشر التابعة لمحافظة حجة، بلغ تعداد سكانها 65 نسمة حسب تعداد اليمن لعام 2004.